# Rasmussen
| Drenge- | Drenge-   | Pige- | Pige-    | Efter- | Efter-      |
| ------- | --------- | ----- | -------- | ------ | ----------- |
| 1       | Peter     | 1     | Anne     | 1      | Nielsen     |
| 2       | Michael   | 2     | Mette    | 2      | Jensen      |
| 3       | Lars      | 3     | Kirsten  | 3      | Hansen      |
| 4       | Jens      | 4     | Hanne    | 4      | Andersen    |
| 5       | Thomas    | 5     | Anna     | 5      | Pedersen    |
| 6       | Henrik    | 6     | Helle    | 6      | Christensen |
| 7       | Søren     | 7     | Maria    | 7      | Larsen      |
| 8       | Christian | 8     | Susanne  | 8      | Sørensen    |
| 9       | Martin    | 9     | Lene     | 9      | Rasmussen   |
| 10      | Jan       | 10    | Marianne | 10     | Jørgensen   |

Rasmussen er et af de mest udbredte danske efternavne. Næsten 100.000 danskere bærer navnet ifølge Danmarks Statistik. 

## Kendte personer med navnet
- Anders Fogh Rasmussen, NATO's generalsekretær og tidligere statsminister.
- Halfdan Rasmussen, dansk digter.
- Henning Rasmussen, dansk politiker og tidligere minister.
- Jonas Flodager Rasmussen, dansk sanger.
- Kjeld Rasmussen, dansk politiker og borgmester.
- Knud Rasmussen, dansk-grønlandsk polarforsker.
- Lars Løkke Rasmussen, dansk politiker og statsminister.
- Michael Rasmussen, dansk cykelrytter.
- Morten "Duncan" Rasmussen, dansk fodboldspiller.
- Poul Nyrup Rasmussen, dansk politiker og tidligere statsminister.
- Rie Rasmussen, dansk-amerikansk skuespillerinde.
- Sigrid Horne-Rasmussen, dansk skuespiller.
- Tine Rasmussen, dansk badmintonspiller.
- Steen Rasmussen, dansk skuespiller og instruktør.
- Steen Eiler Rasmussen, dansk arkitekt og forfatter.
- Troels Rasmussen, dansk tidligere fodboldspiller.
- Eli Rasmussen, dansk kunstner.

## Navnet anvendt i fiktion
- Sørensen og Rasmussen er en dansk film fra 1940.